# شهرداری رادنچی
شهرداری رادنچی (به لاتین: Municipality of Radenci) یک منطقهٔ مسکونی در اسلوونی است که در اسلوونی واقع شده‌است. شهرداری رادنچی ۳۴٫۱ کیلومتر مربع مساحت و ۵٬۲۶۵ نفر جمعیت دارد.